# ГАЕС Muju
ГАЕС Muju — гідроакумулювальна електростанція у Південній Кореї.
Обидва резервуари станції спорудили у сточищі невеликої правої притоки річки Кимган (Geumgang), яка на західному узбережжі півострова впадає до Жовтого моря біля міста Кунсан. При цьому звели дві кам'яно-накидні греблі:
- висотою 61 метрів та довжиною 287 метрів для верхнього сховища. Вона потребувала 940 тис. м3 матеріалу та утримує водойму з площею поверхні 0,19 км2 та об'ємом 3,7 млн м3 (корисний об'єм 3,5 млн м3) та припустимим коливанням рівня поверхні між позначками 832 та 860 метрів НРМ;
- висотою 43 метрів та довжиною 234 метрів для нижнього сховища. Вона потребувала 464 тис. м3 матеріалу та утримує водойму з площею поверхні 5,8 км2 та об'ємом 6,7 млн м3 (корисний об'єм 3,7 млн м3) та припустимим коливанням рівня поверхні між позначками 271 та 278 метри НРМ.
Від верхнього резервуару прокладений тунель завдовжки 0,56 км, який переходить напірний водовод довжиною 0,95 км. З нижнім резервуаром машинний зал пов'язаний тунелем довжиною 0,47 км.
Основне обладнання станції становлять дві оборотні турбіни типу Френсіс потужністю по 300 МВт, які працюють при напорі до 580 метрів та виробляють 1606 млн кВт-год електроенергії на рік.